# Ciclismo ai Giochi della XVI Olimpiade - Corsa in linea
La corsa in linea di ciclismo su strada dei Giochi della XVI Olimpiade si svolse il 7 dicembre 1956 a Broadmeadows, Melbourne, in Australia. La gara era una prova in linea su un circuito 17,0665 km da percorrere 11 volte per un totale di 187,73 km.

## Ordine d'arrivo
| Pos.    | Atleta                     | Nazione           | Tempo    |
| ------- | -------------------------- | ----------------- | -------- |
| Oro     | Ercole Baldini             | Italia            | 5h21'17" |
| Argento | Arnaud Geyre               | Francia           | a 1'59"  |
| Bronzo  | Alan Jackson               | Gran Bretagna     | s.t.     |
| 4       | Horst Tüller               | Germania          | s.t.     |
| 5       | Gustav-Adolf Schur         | Germania          | s.t.     |
| 6       | Stan Brittain              | Gran Bretagna     | a 2'23"  |
| 7       | Arnaldo Pambianco          | Italia            | s.t.     |
| 8       | Maurice Moucheraud         | Francia           | s.t.     |
| 9       | Magdaleno Cano             | Messico           | s.t.     |
| 10      | Lars Nordwall              | Svezia            | s.t.     |
| 11      | Paul Nyman                 | Finlandia         | s.t.     |
| 12      | Michel Vermeulin           | Francia           | s.t.     |
| 13      | Ramón Hoyos                | Colombia          | s.t.     |
| 14      | Bill Holmes                | Gran Bretagna     | a 2'33"  |
| 15      | Anatoliy Cherepovych       | Unione Sovietica  | s.t.     |
| 16      | Mykola Kolumbet            | Unione Sovietica  | s.t.     |
| 17      | Karl-Ivar Andersson        | Svezia            | s.t.     |
| 18      | Reinhold Pommer            | Germania          | a 3'21"  |
| 19      | Harry Reynolds             | Gran Bretagna     | a 3'27"  |
| 20      | Roland Ströhm              | Svezia            | s.t.     |
| 21      | Juan Pérez                 | Cile              | a 4'21"  |
| 22      | Erich Hagen                | Germania          | a 5'21"  |
| 23      | Norbert Verougstraete      | Belgio            | a 5'30"  |
| 24      | Gustaaf De Smet            | Belgio            | s.t.     |
| 25      | Guremu Demboba             | Etiopia           | a 5'41"  |
| 26      | Veselin Petrović           | Jugoslavia        | s.t.     |
| 27      | René Abadie                | Francia           | a 6'11"  |
| 28      | Dino Bruni                 | Italia            | s.t.     |
| 29      | Pat Murphy                 | Canada            | s.t.     |
| 30      | Franz Wimmer               | Austria           | s.t.     |
| 31      | Gunnar Göransson           | Svezia            | a 9'28"  |
| 32      | Viktor Kapitonov           | Unione Sovietica  | s.t.     |
| 33      | René Deceja                | Uruguay           | a 10'41" |
| 34      | Aurelio Cestari            | Italia            | a 13'03" |
| 35      | Viktor Vershinin           | Unione Sovietica  | a 13'04" |
| 36      | Mesfen Tesfaye             | Etiopia           | a 13'08" |
| 37      | Kim Ho-Sun                 | Corea del Sud     | a 13'20" |
| 38      | Zehaye Bahta               | Etiopia           | s.t.     |
| 39      | Pablo Hurtado              | Colombia          | a 13'32" |
| 40      | Jaime Villegas             | Colombia          | s.t.     |
| 41      | John O'Sullivan            | Australia         | a 15'41" |
| 42      | Frans Van Den Bosch        | Belgio            | a 16'59" |
| 43      | Joe Becker                 | Stati Uniti       | s.t.     |
| 44      | Jim Nevin                  | Australia         | a 25'45" |
| Rit.    | Bobby Fowler               | Sudafrica         | DNF      |
| Rit.    | David Rhoads               | Stati Uniti       | DNF      |
| Rit.    | Francisco Lozano           | Messico           | DNF      |
| Rit.    | Im Sang-Jo                 | Corea del Sud     | DNF      |
| Rit.    | Jimmy Swift                | Sudafrica         | DNF      |
| Rit.    | Muhammad Naqi Mallick      | Pakistan          | DNF      |
| Rit.    | Walter Bortel              | Austria           | DNF      |
| Rit.    | Jim Nestor                 | Australia         | DNF      |
| Rit.    | Jack Trickey               | Australia         | DNF      |
| Rit.    | Rudolf Maresch             | Austria           | DNF      |
| Rit.    | Kurt Schein                | Austria           | DNF      |
| Rit.    | François De Wagheneire     | Belgio            | DNF      |
| Rit.    | Jimmy Davies               | Canada            | DNF      |
| Rit.    | Fred Markus                | Canada            | DNF      |
| Rit.    | Jorge Luque                | Colombia          | DNF      |
| Rit.    | Jaroslav Cihlář            | Cecoslovacchia    | DNF      |
| Rit.    | Jiří Opavský               | Cecoslovacchia    | DNF      |
| Rit.    | Jiří Nouza                 | Cecoslovacchia    | DNF      |
| Rit.    | František Jursa            | Cecoslovacchia    | DNF      |
| Rit.    | Palle Lykke Jensen         | Danimarca         | DNF      |
| Rit.    | Negousse Mengistou         | Etiopia           | DNF      |
| Rit.    | Tetsuo Osawa               | Giappone          | DNF      |
| Rit.    | Gaston Dumont              | Lussemburgo       | DNF      |
| Rit.    | Rafael Vaca                | Messico           | DNF      |
| Rit.    | Felipe Liñan               | Messico           | DNF      |
| Rit.    | Shazada Muhammad Shah-Rukh | Pakistan          | DNF      |
| Rit.    | Saleem Farooqi             | Pakistan          | DNF      |
| Rit.    | Din Meraj                  | Pakistan          | DNF      |
| Rit.    | Jan Hettema                | Sudafrica         | DNF      |
| Rit.    | Abe Jonker                 | Sudafrica         | DNF      |
| Rit.    | Hylton Mitchell            | Trinidad e Tobago | DNF      |
| Rit.    | Butch Neumann              | Stati Uniti       | DNF      |
| Rit.    | George Van Meter           | Stati Uniti       | DNF      |
| Rit.    | Walter Moyano              | Uruguay           | DNF      |
| Rit.    | Eduardo Puertollano        | Uruguay           | DNF      |
| Rit.    | Alberto Velázquez          | Uruguay           | DNF      |
| Rit.    | Franco Cacioni             | Venezuela         | DNF      |
| Rit.    | Domingo Rivas              | Venezuela         | DNF      |
| Rit.    | Arsenio Chirinos           | Venezuela         | DNF      |
| Rit.    | Antonio Montilla           | Venezuela         | DNF      |
| Rit.    | Trần Gia Thu               | Vietnam del Sud   | DNF      |
| Rit.    | Nguyễn Hw Thoa             | Vietnam del Sud   | DNF      |
| Rit.    | Ngô Thành Liêm             | Vietnam del Sud   | DNF      |
| Rit.    | Trung Trung Lê             | Vietnam del Sud   | DNF      |